# Roger N. Shepard

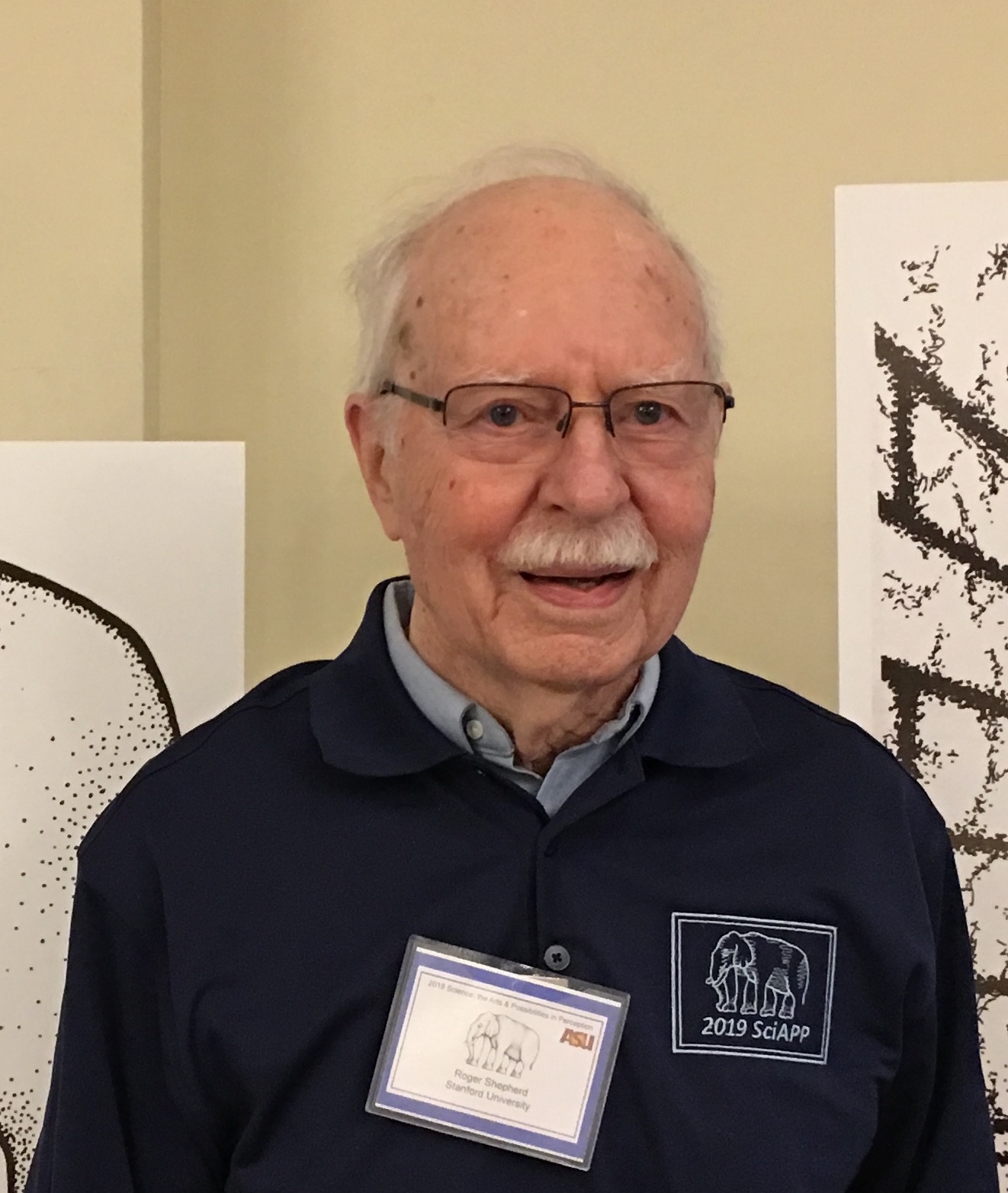
Roger Shepherd (2019)

Roger Newland Shepard (* 30. Januar 1929 in Palo Alto, Kalifornien; † 30. Mai 2022 in Tucson, Arizona) war ein Kognitionswissenschaftler und Autor von Toward a Universal Law of Generalization for Psychological Science. Er wird als Vater der Untersuchung von räumlichen Beziehungen betrachtet. Nach ihm ist die Shepard-Skala benannt.

## Leben
Roger N. Shepard bekam seinen Philosophischen Doktorgrad (Ph.D.) in Psychologie an der Yale University im Jahr 1955 unter Carl Hovland verliehen und beendete im  Anschluss  an  die  Promotion sein Training unter George A. Miller in Harvard. 
1977 wurde er in die National Academy of Sciences, 1980 in die American Academy of Arts and Sciences und 1999 in die American Philosophical Society aufgenommen.
Im Jahr 1995 erhielt Shepard die National Medal of Science für seine Beiträge im Bereich der Kognitionswissenschaften, 2006 gewann er zusätzlich den Rumelhart-Preis. 1997 wurde er mit dem George A. Miller Prize in Cognitive Neuroscience ausgezeichnet.
Shepard war zuletzt Professor Emeritus der Sozialwissenschaften an der Stanford University. Er war Ehrendoktor der Harvard University, der Rutgers University und der University of Arizona.
Zu seinen Studenten zählten unter anderem Lynn Cooper, Leda Cosmides, Jennifer Freyd, Carol Krumhansl, Daniel Levitin, Geoffrey Miller und Josh Tenenbaum.

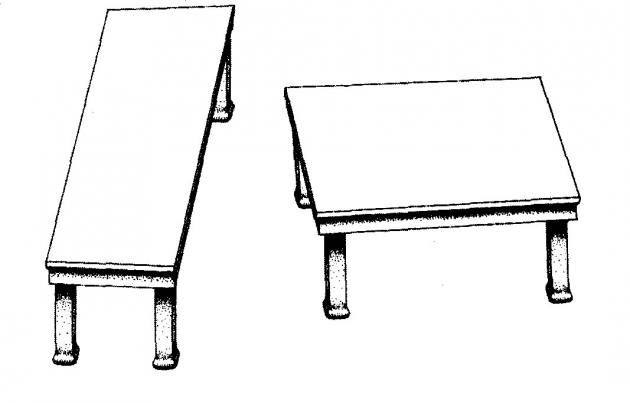
Die Parallelogramme der Shepard-Tische sind zwar verdreht, aber identisch

## Veröffentlichungen (Auswahl)
- Ansichten und Einblicke. Spektrum Akademischer Verlag, Heidelberg 1991.